# 7645 Понс
7645 Понс (7645 Pons) — астероїд головного поясу, відкритий 4 січня 1989 року.
Тіссеранів параметр щодо Юпітера — 3,526.
Названий на честь Жана-Луї Понса (1761-1831), який відкрив 26 комет і 37 астероїдів.